# 花斑多紀魨
花斑多紀魨為輻鰭魚綱魨形目四齒魨亞目四齒魨科的其中一種，分布於西北太平洋中國海域，體長可達13.7公分，棲息在底層水域，生活習性不明。

## 扩展阅读
維基物種上的相關：花斑多紀魨